# Maharaja
Maharaja (også skrevet maharajah) er en indisk fyrstetitel. Ordet kommer fra hindi og er sammensat af maha, som betyder stor, og rajah, som betyder fyrste eller konge. Titlerne maharana, maharao og maharaol er varianter med samme betydning som maharaja. Den tilsvarende titel for kvindelige regerende fyrster er maharani. Samme titel benyttes om en maharajas ægtefælle.
Titlen maharaja blev benyttet om fyrster som regerede de mange fyrstestater, som fandtes i Indien i tiden før selvstændigheden i 1947. De fleste af de omkring 600 fyrster bar titlen maharaja eller raja. Titlen blev kun anvendt i de tilfælde fyrsten var hindu. Muslimske herskere kunne blandt andet bære titlen nawab.